# Fabrique royale de tissus de Brihuega
 (février 2018).
Si vous disposez d'ouvrages ou d'articles de référence ou si vous connaissez des sites web de qualité traitant du thème abordé ici, merci de compléter l'article en donnant les références utiles à sa vérifiabilité et en les liant à la section « Notes et références ».
La Fabrique royale de tissus de Brihuega (en espagnol Real Fábrica de Paños de Brihuega), fut l'une des fabriques royales (es) inaugurées pendant le règne de Ferdinand VI sous l’influence des idées des Lumières[réf. nécessaire].
Située à Brihuega (au nord-est de Madrid et de Guadalajara, à respectivement une centaine et une trentaine de kilomètres), dans la province de Guadalajara, en Espagne, elle fut l'une des installations industrielles les plus prestigieuses du pays, et fonctionna pendant presque deux siècles jusqu'à sa fermeture définitive en 1936. Elle reste l'un des exemples les plus nets des mesures prises par le Réformisme des Bourbons en Espagne, et fait aujourd'hui partie de l'ensemble historique de Brihuega (es).

## La tradition du tissage à Brihuega

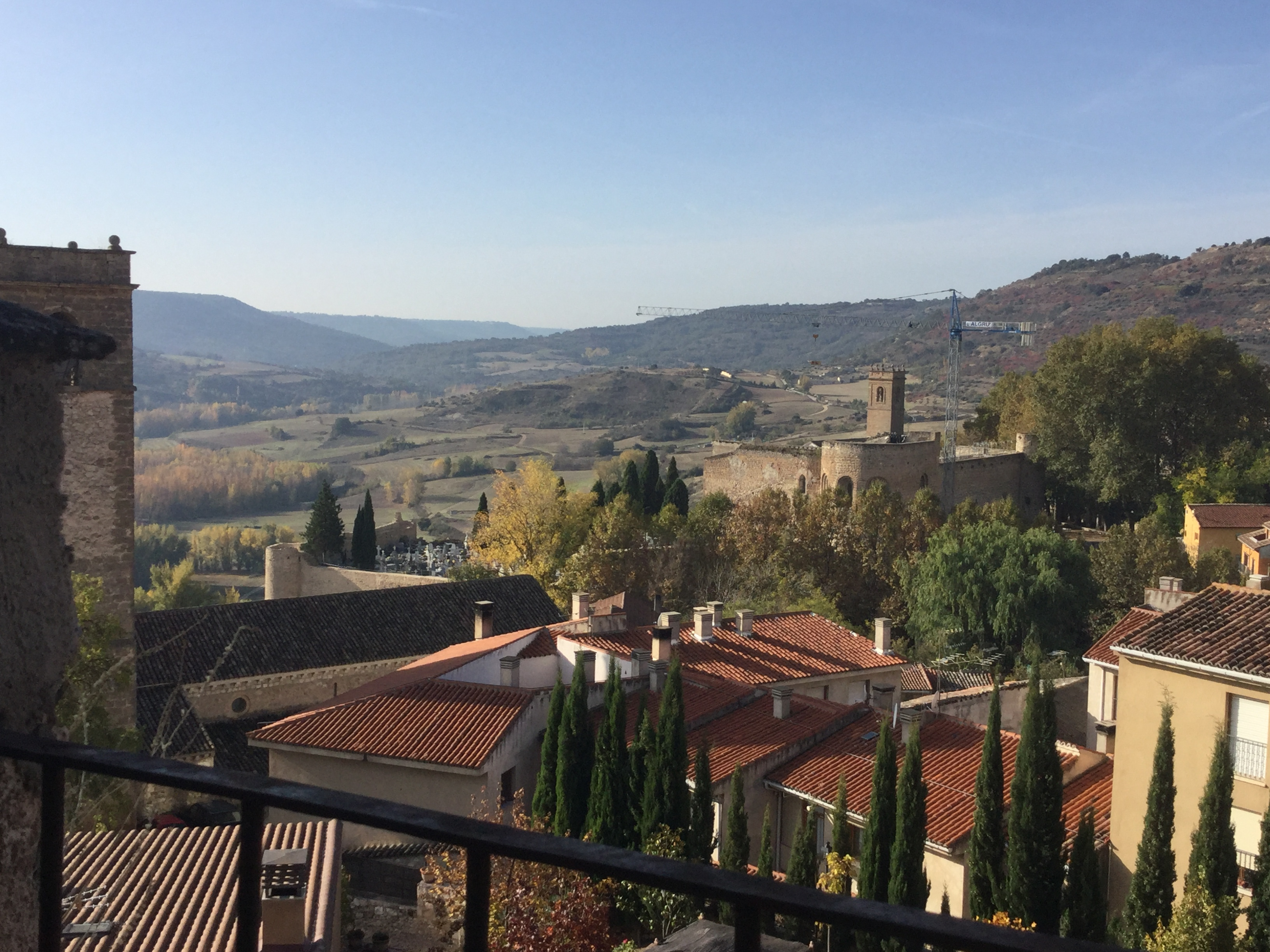
Vue du sud de Brihuega et de la vallée de la Tajuña depuis les jardins de la fabrique

Les nombreux moulins à foulon aux environs de la ville permettent de retracer l'origine d’une tradition tisserande à Brihuega aux XIIIe et XIVe siècles. Les populations maures et juives ont également contribué à transmettre leur savoir-faire dans ce domaine[réf. nécessaire].
L’irrégularité du travail textile a provoqué une augmentation de l’importance des vignes dans l'économie du village, étant donné qu'elles étaient cultivées lors des périodes de chômage de la fabrique. Il faut également remarquer que le vin faisait partie de l’alimentation (d’après certains auteurs[Qui ?] il apportait aux ouvriers un tiers des apports journaliers de calories).

## Manufacture

### La production de tissus
Tout le processus de production de tissus était réalisé à la fabrique même. Les femmes constituaient l'essentiel de la main d'œuvre et la laine nécessaire à la production était importée de plusieurs zones de la région de Castille.
Le processus de fabrication comportait sept étapes. On lavait tout d'abord la laine, avant de la carder puis de la filer. Venait ensuite l'étape du tissage. Les tissus obtenus étaient alors passés dans la battre[à définir]. Lors de la sixième étape, on égalisait le pelage des tissus[pas clair] et, plus tard, on faisait le passage[à définir]. Finalement, on teignait les tissus.

### Le travail des fileuses à la fabrique royale
L’activité de la fabrique a commencé en 1750 avec 33 métiers à tisser, 45 travailleurs et 15 apprentis. En 1754, des écoles de fileuses étaient chargées de donner des leçons aux jeunes filles, avec forte influence catholique. En 1767, la fabrique avait déjà augmenté ses outils de travail et comptait 1 438 tours et 2 140 rouets.

### Salaires

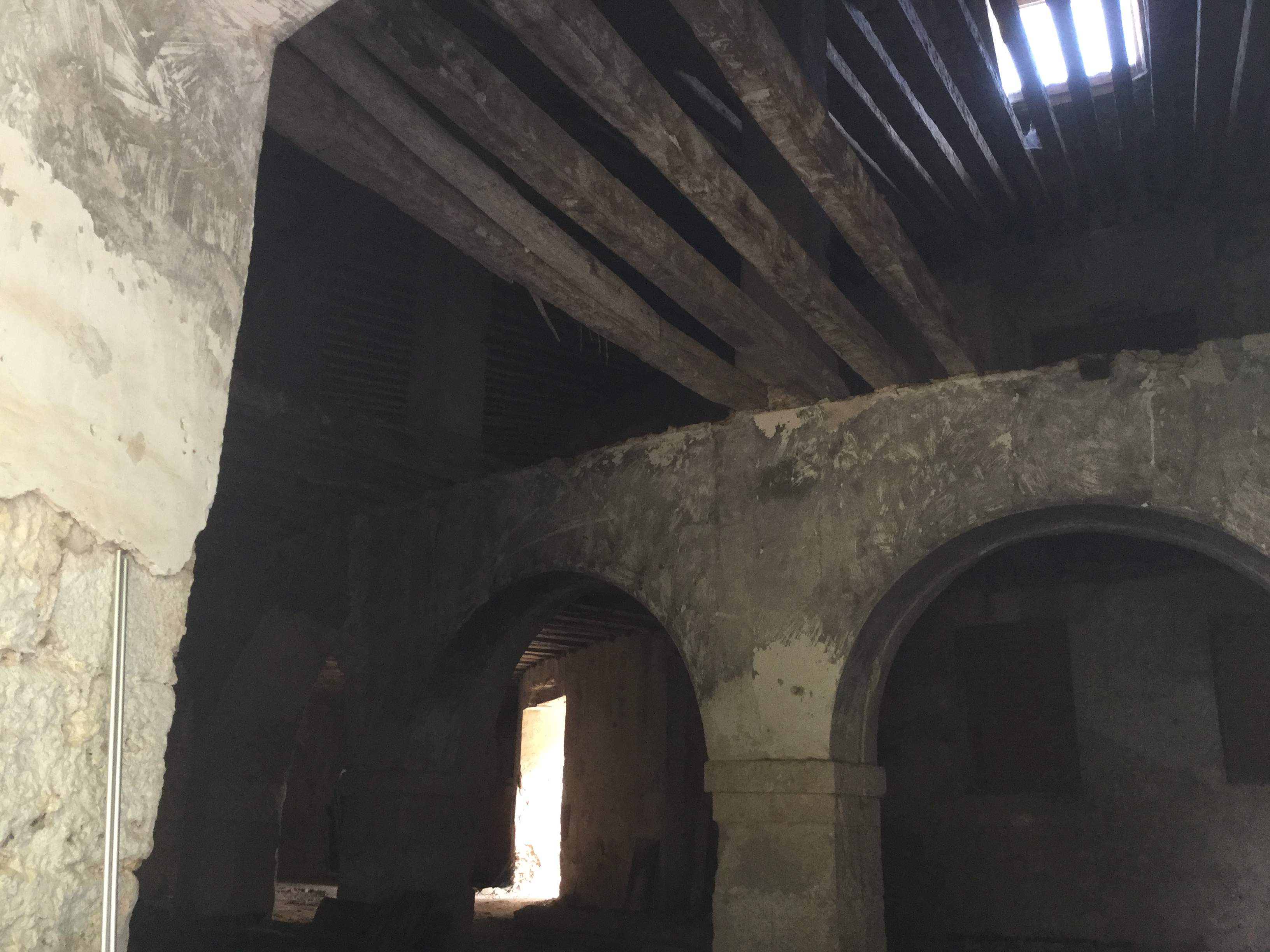
Intérieur du bâtiment circulaire de la fabrique (avant la restauration de 2017)

Entre 1767 et  1835 l'écart entre salaire maximum et salaire mimum était de 1 à 15 :
| Fonction            | Salaire (en reales) |
| ------------------- | ------------------- |
| Maître              | 20                  |
| Apprenti            | 10                  |
| Maîtresse dévideuse | 10                  |
| Maîtresse fileuse   | 6                   |
| Surintendant        | 90                  |

Il faut cependant compter qu'à Brihuega, le travail à la fabrique allait de pair avec la pratique du domestic system, qui associait le travail agricole avec la fabrication de textile dans les propres maisons des fileuses provenant des zones rurales et urbaines marginales.
En ce qui concerne les conditions de travail, les travailleurs et travailleuses souffraient des mauvaises conditions tandis que les fonctionnaires s’attribuaient le mérite de l´ouvrage. Des travaux parfois forcés, des contacts avec les teintures et des longues journées constituaient des pénibilités quotidiennes.

## Monument

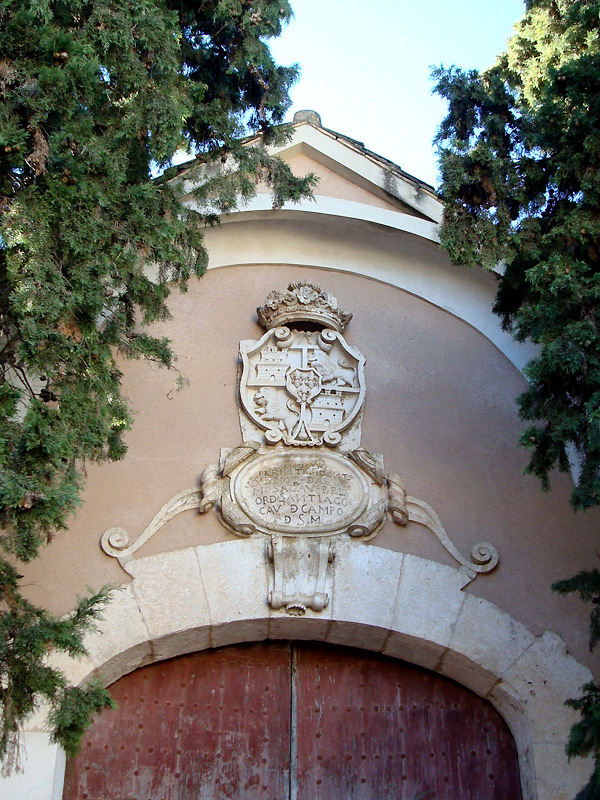
Détail de la porte principale à l'intérieur du complexe. On remarque le blason de Castille-et-León

### Fabrique royale
La Fabrique Royale de Brihuega a été construite en tant que succursale de celle de Guadalajara, et à l’image des autres établissements déjà développés à l'époque en Espagne, en suivant la forte influence française issue du colbertisme de la fin du XVIe siècle.
Les manufactures royales ont ainsi été construites comme une méthode de protection de la politique mercantiliste de l’État et en tant que moyen d’offrir du travail aux populations appauvries de la région.
Il ne reste pas moins que la production de la Fabrica Real ne cherchait pas à produire des ouvrages somptueux tels que pouvait le faire la Manufacture royale des Gobelins, qui produisait alors des tissus de laine décorés avec des fils d’argent et d’or ainsi que des soies ayant comme motif des paysages historiques, des faits religieux ou des scènes incluant la personne du roi.

### Architecture

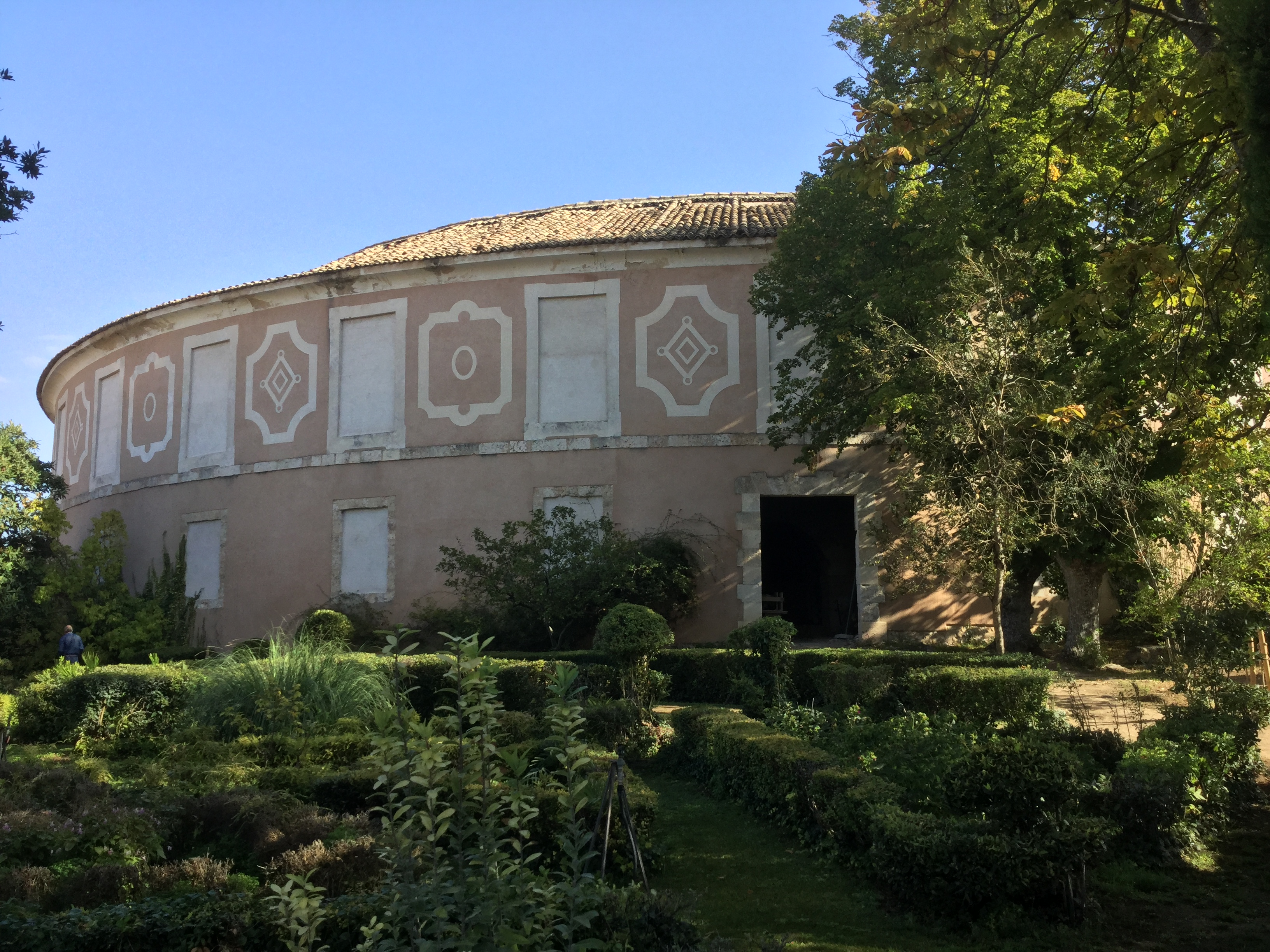
Bâtiment circulaire de la fabrique et des jardins

La fabrique est unique en ce qu'elle mêle les deux styles architecturaux de l'époque : néoclassique par sa façade, il est baroque dans sa composition (tracés courbes des murs) et l’importance donnée à la lumière.
L’élément principal de la fabrique était l'édifice circulaire, en forme d'anneau, où étaient installés les 84 métiers à tisser de la fabrique. L'architecte en chef, don Manuel de Villegas, a dessiné autour de cet élément à trois étages six autres bâtiments, parmi lesquelles il faut noter un grand escalier du côté de l’entrée principale, et une sortie à l’arrière donnant sur la rivière Tajuña.
Chaque bâtiment était pourvu de nombreuses fenêtres, non seulement pour éclairer l'intérieur, mais également parce que les tissus avaient besoin d’une bonne ventilation pour sécher. Malgré la grande taille initiale du complexe dès sa création en 1750, ce dernier a été agrandi pendant tout le siècle, en particulier dès 1761.

### Histoire
Construite en 1750, la fabrique connut un premier âge d'or de 1768 à 1790, avant de subir de plein fouet la Guerre d'indépendance espagnole, durant laquelle le bâtiment fut occupé par l'armée française. Au départ des Français, en 1814, la fabrique reprit son fonctionnement jusqu'en 1835, date où elle ferma ses portes. Rachetée en 1840 par Justo Hernández Pareja[réf. nécessaire], la fabrique connut de nouveau une activité entre les mains de propriétaires privés jusqu’à la Guerre civile espagnole, après quoi les bâtiments perdirent leur destination première.
En 2002, le ministère de l'Éducation et de la Culture du gouvernement autonome de Castille-La Manche déclara le bâtiment bien d'intérêt culturel. Toujours entre des mains privées (une entreprise avait ainsi le projet de transformer l'ancienne fabrique en hôtel de luxe), une partie de son toit s'effondra à la suite de fortes pluies en automne 2014. Une solution de partenariat public-privé est alors présentée par le président Emiliano García-Page et il est alors envisagé de reconvertir les bâtiments en maison de retraite de près de 600 places tout en promouvant l’aspect touristisque du lieu.

#### Campagnes de restaurations

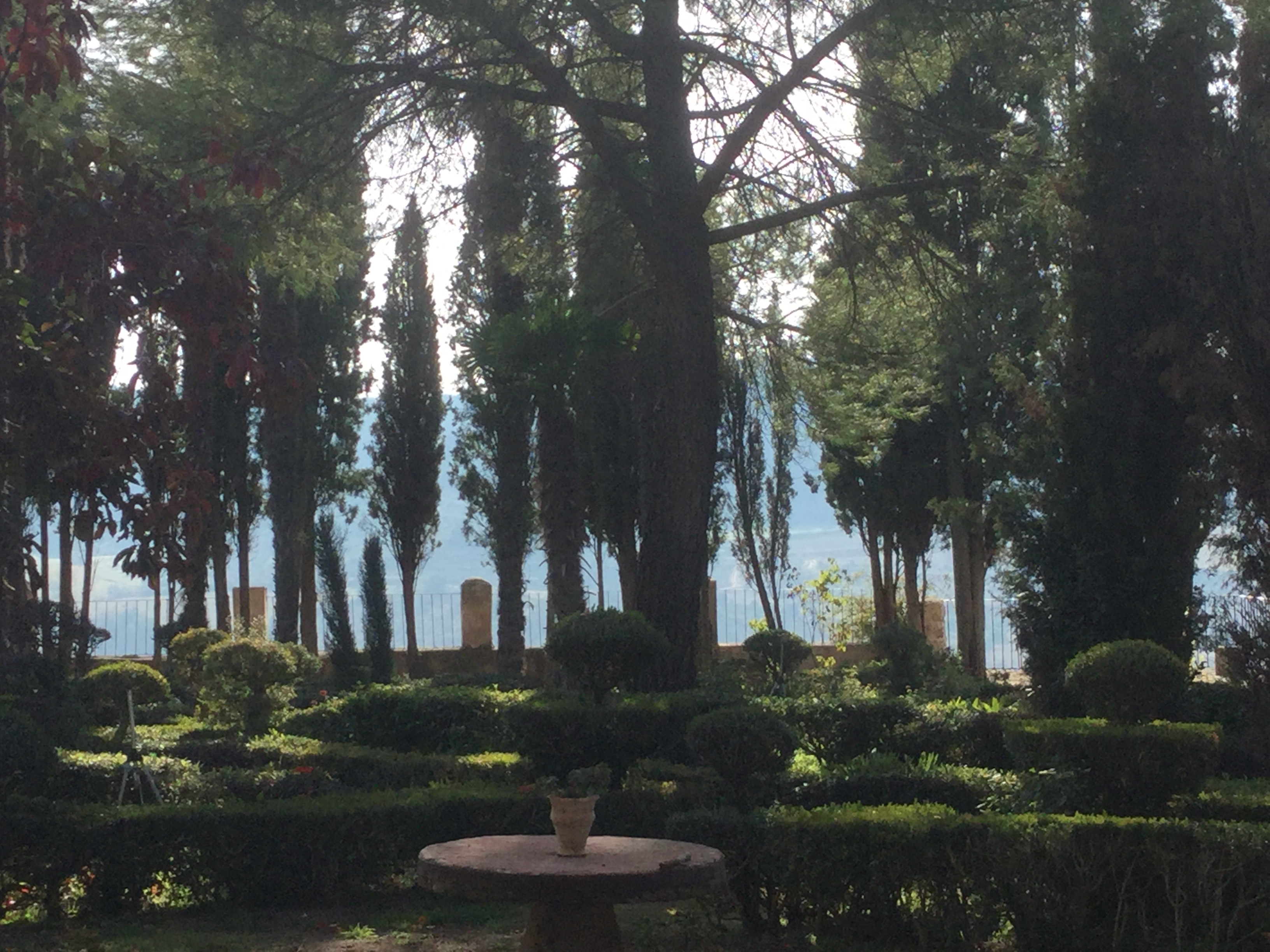
Jardins de la fabrique

C'est finalement avec le rachat du complexe par la mairie de Brihuega pour moins de 140 000 € que la fabrique put connaître une campagne de restauration. Celle-ci se déroula en deux phases :
- une première de 2017 jusqu'en 2019 pour 800 000 €, où la mairie participa à hauteur de 600 000 € et la communauté autonome de 200 000 €,
- une seconde, de février à novembre 2019 où le Ministère de l'Équipement de l’État Espagnol contribua pour 70% aux 543 000 € de la campagne[1].

### Jardin
Au sud de la fabrique sont des jardins remarquables pour leur style versaillais, leurs cyprès, parterres, gloriette et fontaine. Loin d'avoir été compris dans le projet original, ils trouvent leur origine en 1840 dans la volonté de Justo Hernández Pareja de les offrir en cadeau à sa femme, très attachée à la jardinerie classique française. Dans l’imaginaire des constructeurs la symétrie est partagée entre la ligne verticale et horizontale : les fontaines, les tables, les quadrants et les tonnelles donnent l’horizontalité au jardin et les cyprès la verticalité. Après des années d’abandon, le jardin a été rouvert peu avant la restauration complète de la fabrique, en 2016.
C'est par ailleurs dans ces jardins que fut tourné par Miguel Picazo le film La Tía Tula, en 1964.

## Galerie

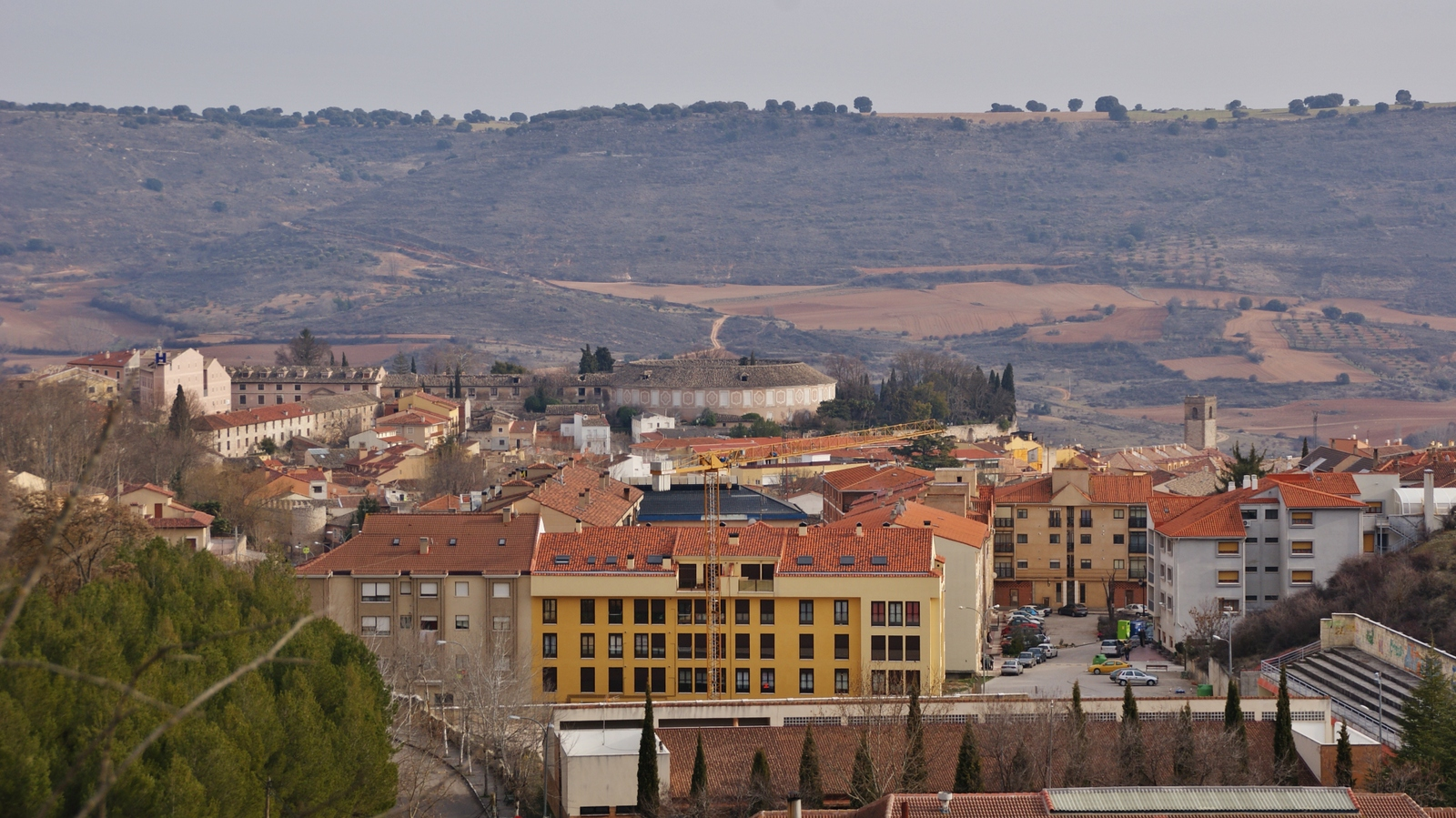
Vue de Brihuegas (la fabrique royale est au dernier plan), février 2013
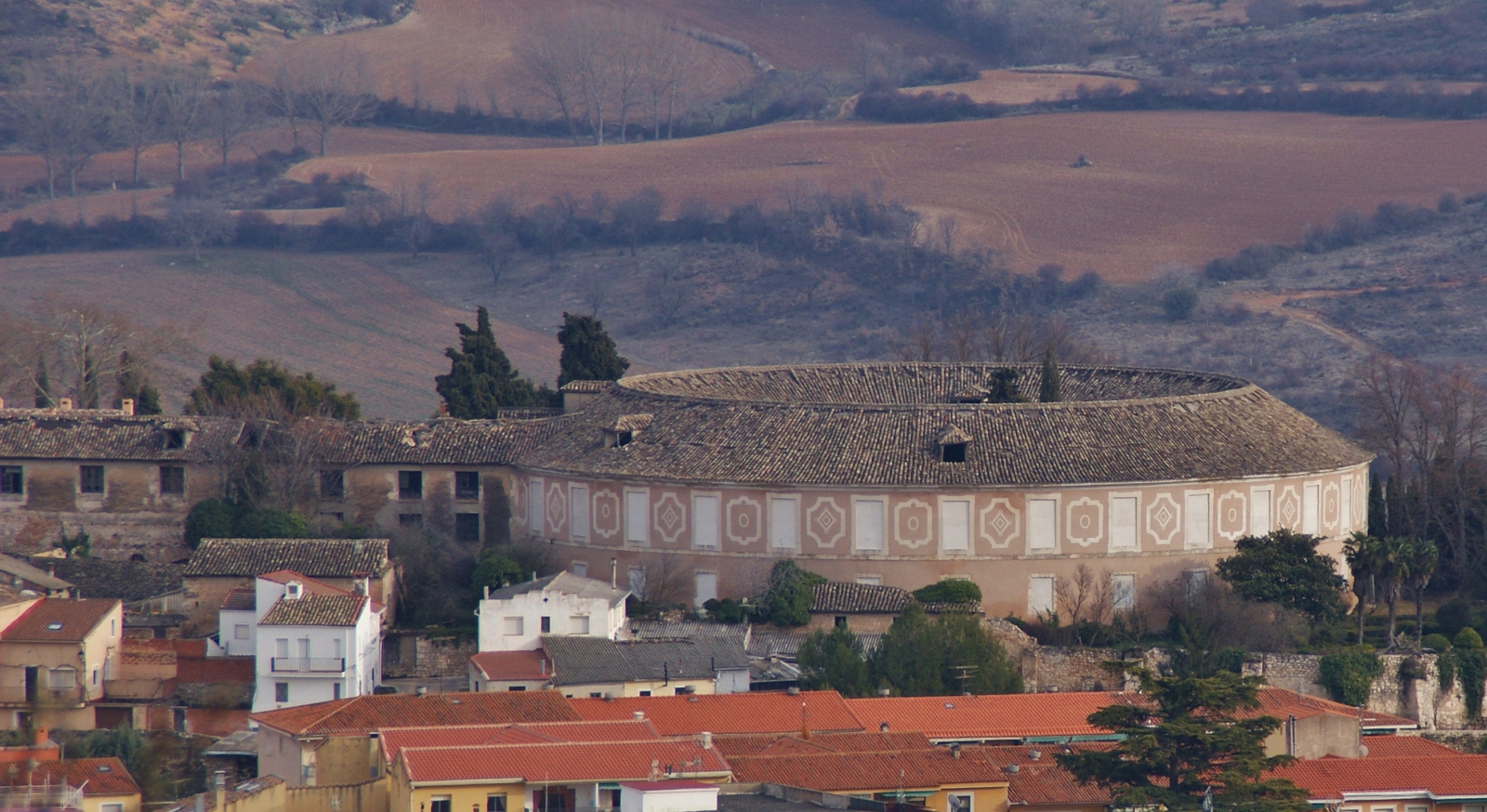
Zoom de la précédente vue. On apercevoit sur la gauche du bâtiment la toiture endommagée d’avant la restauration.
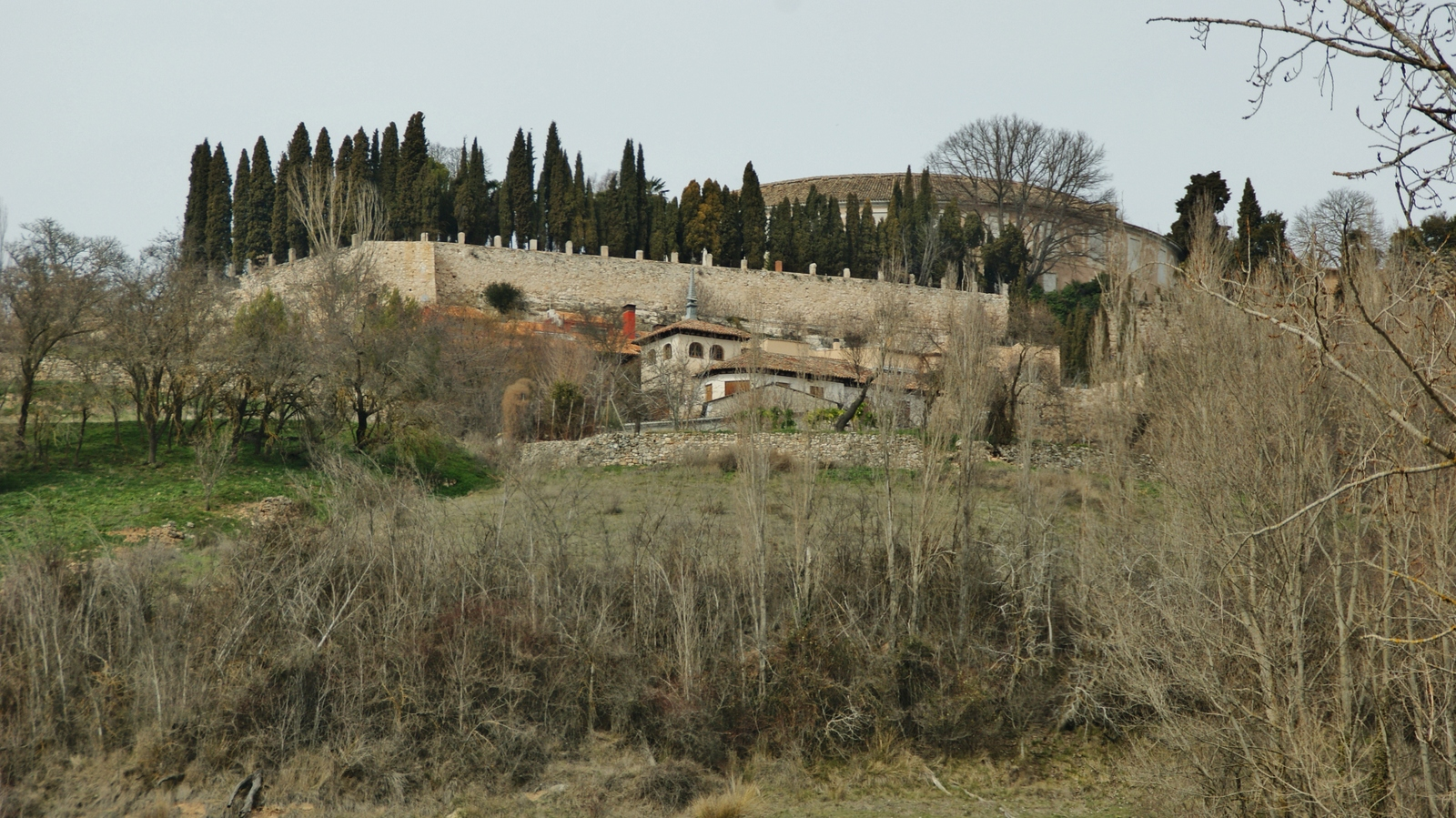
Vue depuis la vallée
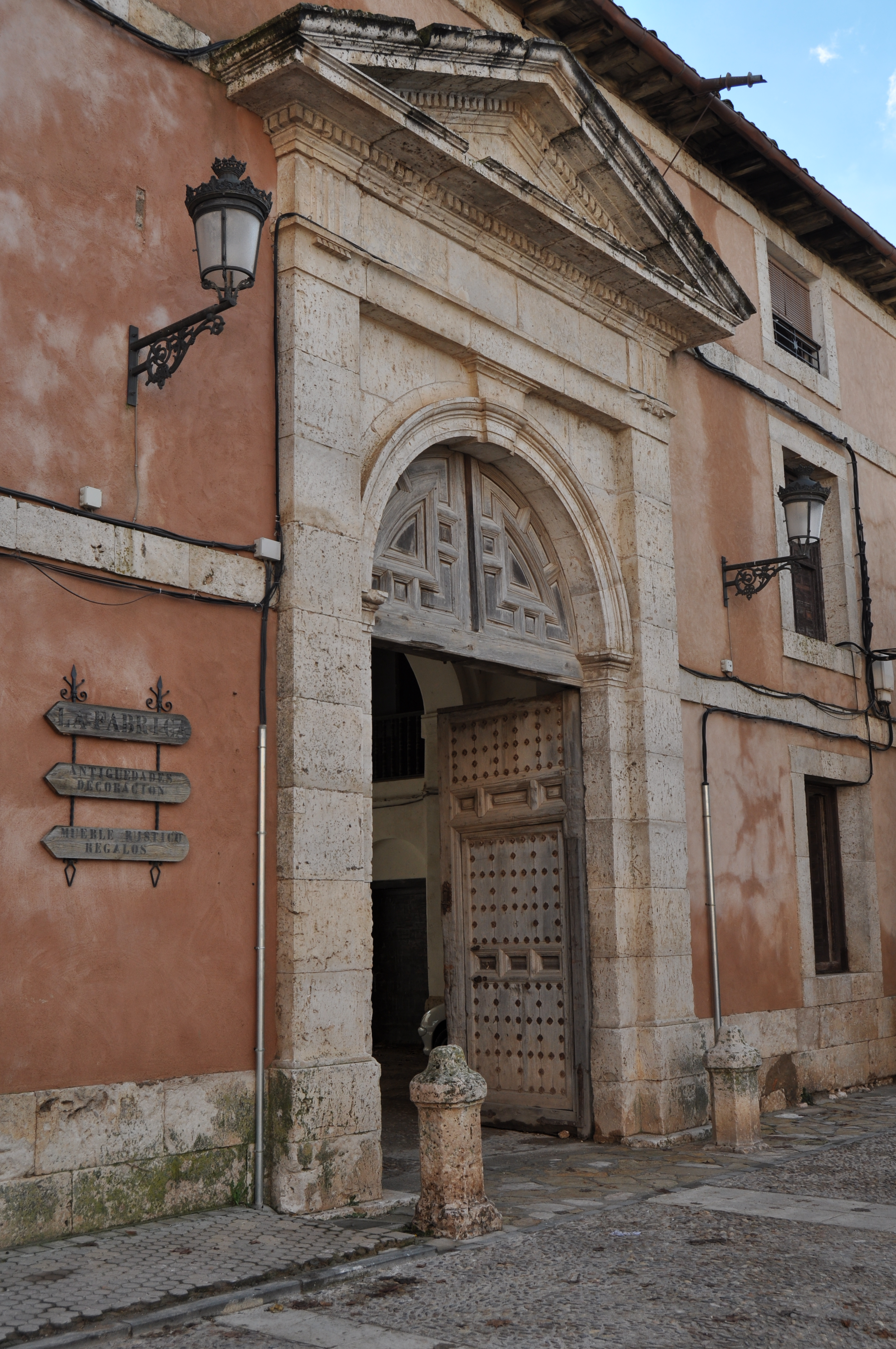
Autre image de l'entrée de la fabrique
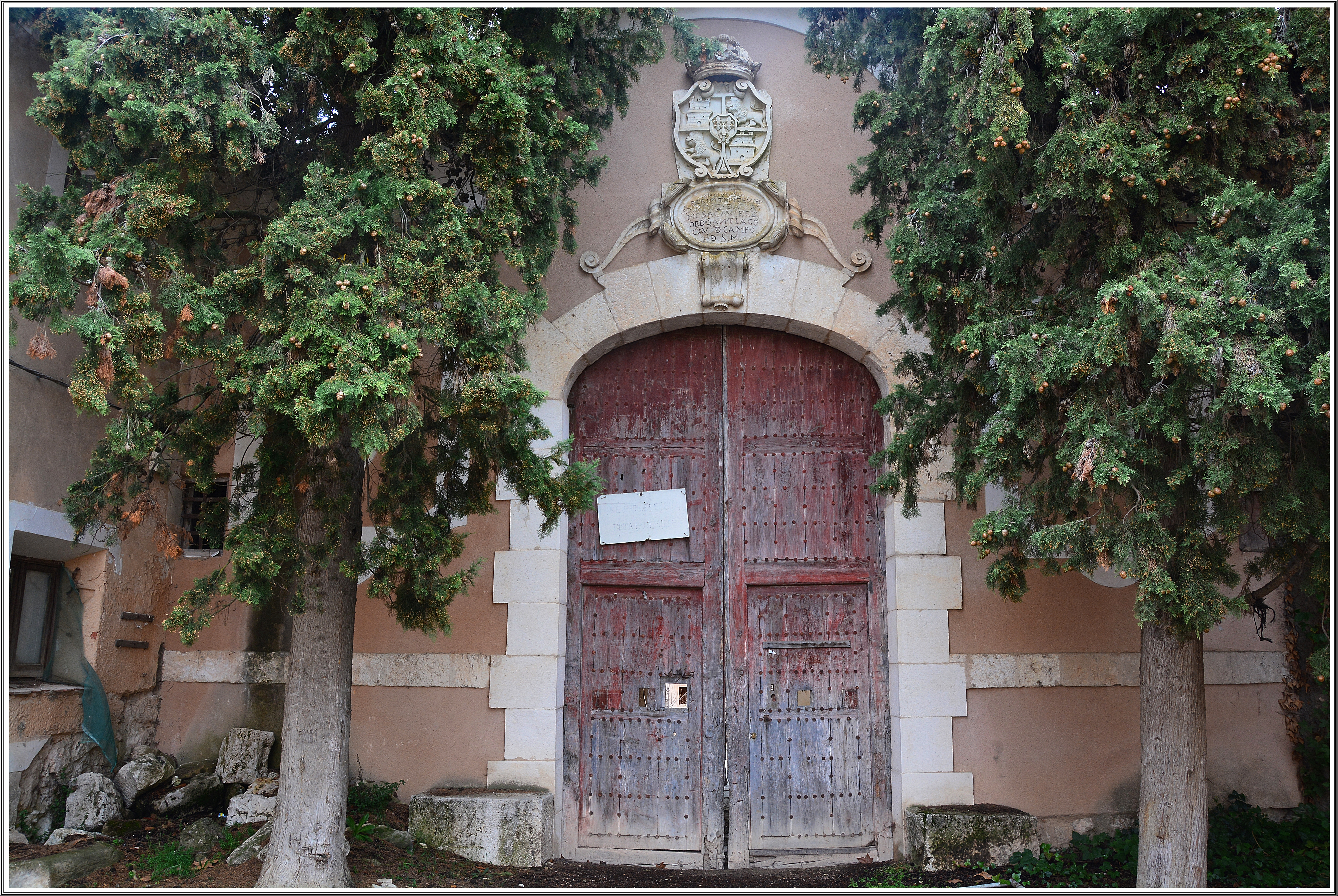
Porte principale à l'intérieur du complexe
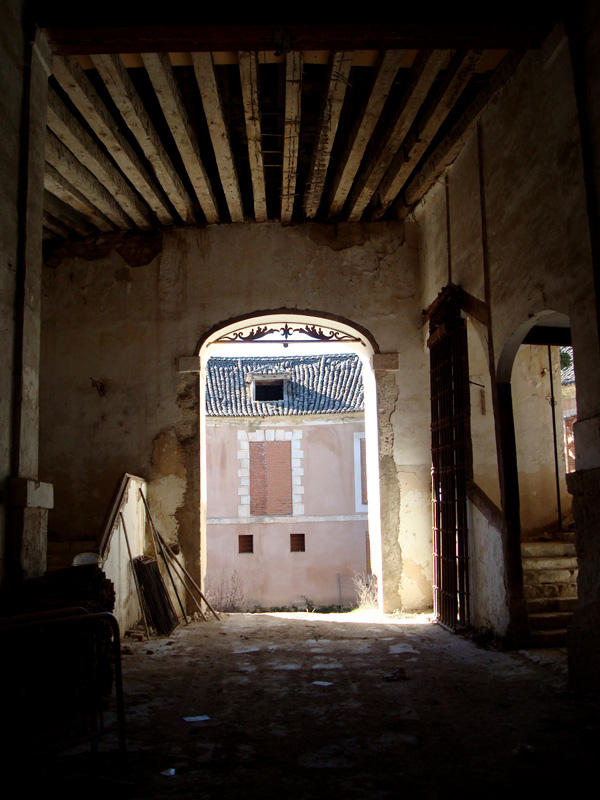
Intérieur de la fabrique, avant restauration
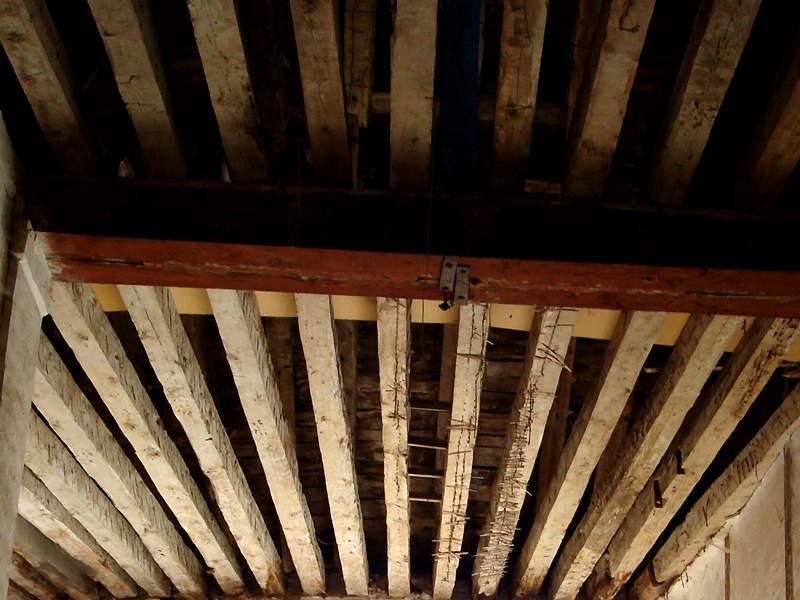
Détail des charpentes, avant restauration (2011)